# Partido Whig (Estados Unidos)
El Partido Whig de los Estados Unidos fue un partido político que existió durante el siglo XIX en los Estados Unidos. Fue creado para servir de oposición a la política de Andrew Jackson y se denominó Whig por analogía a los whig británicos, que se habían opuesto al poder real durante la Restauración inglesa.

## Creación
El partido fue fundado en el invierno de 1833-1834 en Washington por republicanos nacionales como Henry Clay y John Quincy Adams, además de sureños como W. P. Mangum. Inicialmente el partido Whig tuvo como eje de su actuación la oposición a las políticas encabezadas por Andrew Jackson, especialmente el traslado del depósito del Segundo Banco de los Estados Unidos. El partido también atrajo el apoyo de los defensores de los derechos de los estados sureños, como John Tyler, ofendidos por el fuerte nacionalismo que Jackson mantuvo contra Carolina del Sur durante la Crisis de la Anulación. Los whigs promovían asimismo la supremacía del Congreso frente a las acciones ejecutivas tomadas por Jackson, como el trasladar los depósitos del banco sin el consentimiento del Congreso, o su veto a la recarga del banco. Ridiculizando al «Rey Andrew,» los whigs americanos tomaron el nombre del partido inglés Whig, el cual se oponía al poder de la monarquía y apoyaba el control Parlamentario.
En 1836, el partido no estaba todavía suficientemente organizado para presentar un único candidato nacional a la presidencia. En lugar de eso, William Henry Harrison incurrió en los estados del norte y fronterizos, Hugh Lawson White participó en los del sur, y Daniel Webster participó en su estado natal, Massachusetts. Su esperanza era ganar suficientes compromisarios para negarle a Martin Van Buren la mayoría, enviar la elección a la Cámara de los Representantes y allí elegir  como presidente al candidato whig más popular. La táctica no tuvo éxito, pero los diversos candidatos recortaron bastante la ventaja de Martin Van Buren.

## Victoria y catástrofe
En los años siguientes, los whigs consiguieron formar una plataforma más cohesionada, favoreciendo una política arancelaria proteccionista, la creación del nuevo Banco de los Estados Unidos, y el uso de los fondos derivados de las ventas de terrenos públicos para la mejora interna de los estados. En 1839, los whigs convocaron su primer congreso nacional, del que salió Harrison como candidato a la presidencia, que fue nombrado presidente al año siguiente, mayoritariamente debido a la crisis de 1837 y la depresión posterior.
Harrison murió después de contraer una neumonía como resultado de un discurso de inauguración de 2 horas, sirvió sólo durante 31 días y se convirtió en el primer presidente de Estados Unidos en morir en el cargo. Le sucedió John Tyler que vetó la mayor parte de las leyes de su propio partido y fue expulsado de los whigs en 1841.
En cualquier caso, la desunión interna de los whigs, y la creciente prosperidad económica, que hizo que el programa económico intervencionista del partido pareciera innecesario, condujo al desastre al partido whig que perdió el control del Congreso en las elecciones al mismo de 1842.

## Un partido dividido
Para 1844 los whigs estaban empezando a recuperarse del desastre de dos años antes y designaron a Henry Clay, que perdió frente al demócrata James K. Polk en una apretada votación, con la anexión reciente de Texas. Los whigs del norte y del sur estaban fuertemente opuestos a la intervención estadounidense en México, en la cual muchos (incluyendo al congresista Whig Abraham Lincoln) veían una apropiación injusta de territorio. Estaban divididos, en cambio, y al igual que los demócratas, ante la ley contra la esclavitud Enmienda Wilmot de 1846. En 1848 los whigs, viendo el poco éxito de la candidatura de Clay y la apuesta por las políticas económicas tradicionales, eligieron a Zachary Taylor, un héroe de la intervención estadounidense en México. Taylor triunfó sobre el demócrata Lewis Cass y el candidato del partido antiesclavista Suelo Libre, que había elegido al anterior presidente Martin Van Buren. La candidatura de Van Buren dividió el voto demócrata en Nueva York, dándole el voto a los whigs; al mismo tiempo, el partido Tierra Libre le costó, probablemente, muchos votos a los whigs en el Medio Oeste.
De haber vivido, Taylor pudo haber iniciado la Guerra de Secesión diez años antes: se oponía firmemente al Compromiso de 1850, en el que se reconocía a California como estado libre, y había anunciado que tomaría acciones militares para evitar la secesión. Pero el 4 de julio de 1850, Taylor contrajo una grave indigestión (probablemente el resultado del tifus o el cólera) y cinco días después se convirtió en el segundo presidente en fallecer en el cargo. El vicepresidente Millard Fillmore asumió la presidencia y apoyó el Compromiso.

## Disolución

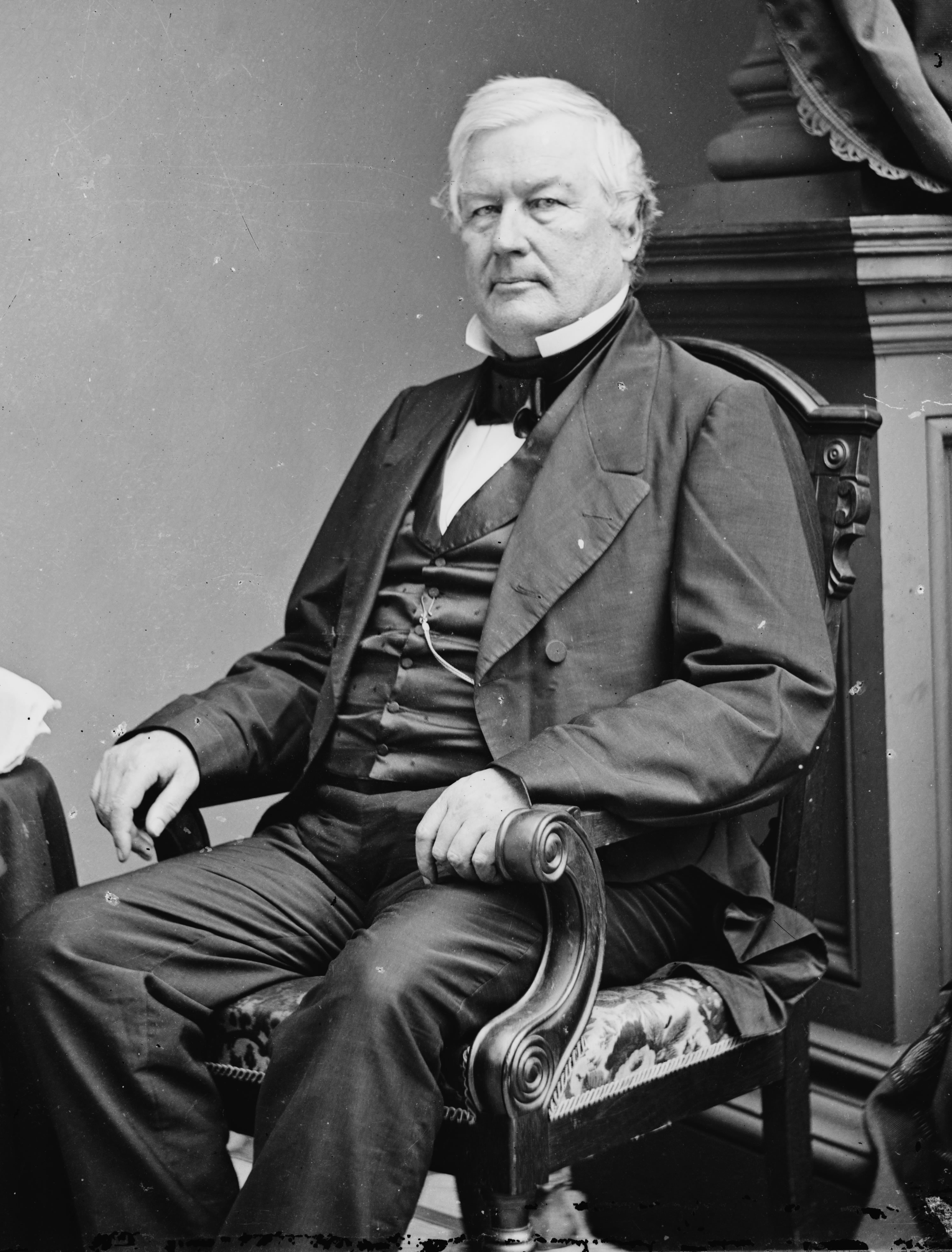
Millard Fillmore, el último presidente Whig.

El Compromiso de 1850 fracturó al partido Whig en pro y antiesclavistas. La facción antiesclavista tenía suficiente poder para vetar las candidaturas del partido, como lo hizo Fillmore en 1852. Intentando repetir éxitos pasados, los whig designaron al popular general Winfield Scott, que perdió ampliamente frente al demócrata Franklin Pierce. Pierce ganó 27 de los 31 estados, incluyendo la patria de Scott, Virginia. El representante whig Lewis Campbell de Ohio fue particularmente explícito sobre la situación, exclamando: "Estamos acabados. ¡El partido está muerto-muerto-muerto!".
En 1854 la Ley Kansas-Nebraska dividió al partido todavía más. Los whigs del norte se oponían a ella. El partido antiinmigración Know Nothing le quitó numerosos votos al Partido Whig y la nueva formación, el Partido Republicano, se llevó el apoyo de sectores descontentos tanto demócratas como whigs. 
En 1856 los whigs restantes sumaron su apoyo a Fillmore, que se había pasado al partido Know Nothing (y que perdió frente al demócrata James Buchanan), y en 1860 unos pocos whig disidentes fundaron el Partido de la Unión Constitucional y designaron candidato a John C. Bell. Este acabó tercero frente al exwhig Abraham Lincoln del recientemente formado Partido Republicano y frente al candidato de los demócratas del sur, John C. Breckinridge, en una competición a cuatro bandas (con el candidato de los demócratas del norte Stephen Douglas cuarto). Mientras el país se encaminaba a la Guerra de Secesión, el Partido Whig llegaba a su fin.

## Presidentes Whig de los Estados Unidos
1. William Henry Harrison (1841)
2. John Tyler (ver nota) (1841-1845)
3. Zachary Taylor (1849-1850)
4. Millard Fillmore (1850-1853)

Nota: Aunque Tyler fue elegido Vicepresidente como whig, su política siempre estuvo opuesta al programa whig, y fue expulsado del partido en 1841, pocos meses después de tomar posesión de su cargo.

## Candidatos
| Elección | Resultado | Candidatos                              | Candidatos                                        |
| Elección | Resultado | Presidente                              | Vicepresidente                                    |
| 1836     | Perdida   | Senador Daniel Webster                  | Representante Francis Granger                     |
| 1836     | Perdida   | Senador anterior William Henry Harrison | Senador John Tyler                                |
| 1836     | Perdida   | Senador Willie Person Mangum            | Senador John Tyler                                |
| 1836     | Perdida   | Senador Hugh Lawson White               | Senador John Tyler                                |
| 1840     | Ganada    | SenadorWilliam Henry Harrison           | Senador John Tyler                                |
| 1844     | Perdida   | Senador Henry Clay                      | Senador Theodore Frelinghuysen                    |
| 1848     | Ganador   | General Zachary Taylor                  | Contralor de Nueva York Millard Fillmore          |
| 1852     | Perdida   | General Winfield Scott                  | Secretario de la Armada William Alexander Grahaam |
| 1856     | Perdida   | Expresidente Millard Fillmore           | Exembajador Andrew Jackson Donelson               |
| 1860     | Perdida   | Senador John Bell                       | Senador Edward Everett                            |